# Джміль кінський
Джміль кінський (Bombus veteranus) —— вид комах ряду перетинчастокрилих.

## Поширення
Кінський джміль трапляється у всій Західній Європі. У Скандинавії він поширений зокрема, у Фінляндії, де він є звичайним уздовж узбережжя Балтійського моря на північ до Рованіемі і Коларі. У всьому світі трапляється, за винятком Скандинавії, в Бретані, і Центральній Європі до Альп на півдні, і на сході Казахстану і Західної Монголії.

## Короткий опис імаго
Це досить дрібні комахи, матка цього виду досягає довжини від 16 до 19 міліметрів. Джміль кінський має характерне опушення, його груди вкриті волосками світло-сірого кольору з плямою з чорних волосків, а черевце в світло-сірих і чорних смугах. Ноги в світло-сірих волосках. Лице містить пляму з білих волосків. Можуть траплятися особини, в яких замість світло-сірих волосків є сіро-коричневі. Робочі особини мають досить витягнуте тіло.

## Особливості біології та місця проживання
Джміль кінський надає перевагу прибережним і пляжним зонам, де вони є запилювачами конюшини повзучої, вероніки довголистої, горошка мишачого, хаменерія вузьколистого, воловика лікарського. Гнізда цей вид утворює в старих норах та надземних гніздах гризунів. Кінський джміль може також будувати гнізда з трави.